# Línea Verde (Metro de Chicago)
La línea Verde (en inglés: Green line) del Metro de Chicago comúnmente conocido como Chicago "L", consiste en 29 estaciones. La línea inicia en la estación Harlem en Forest Park/Oak Park a la estación Ashland/63rd y Cottage Grove en Engleewood y Woodlawn. La línea opera las dos secciones más antiguas del sistema, con segmentos que datan desde 1892.

## Historia
La Línea Verde opera en las dos secciones más antiguas del Metro de Chicago. La sección del South Side (Lado Sur) comenzó a funcionar en 1892 cuando Chicago se estaba preparando para el Exposición Colombina Mundial de 1893 en Jackson Park. La sección inicial se construyó para dar servicio entre el centro de Chicago y el sitio de la exposición. Esta primera sección del Ferrocarril de Tránsito Rápido de Chicago y South Side entre la Avenida Wabash y la Calle State entró en servicio el 6 de junio de 1892. Se extendía desde la Calle Congress hasta el Sur de la Calle 39 (Pershing Road). 
El esarrollo de la zona se vio reflejado gracias a la construcción de los ramales Englewood, Normal Park, Kenwood y ramales de patios de depósitos del Metro de Chicago en el South Side entre 1905 y 1908. De éstos, sólo el Ramal Englewood y el Ramal Jackson Park siguen operando: Debido al poco flujo de pasajeros, el ramal de Normal Park, el patio de depósitos y el ramal de Kenwood tuvieron que ser cerrados en la década de 1950.

## Puntos de interés

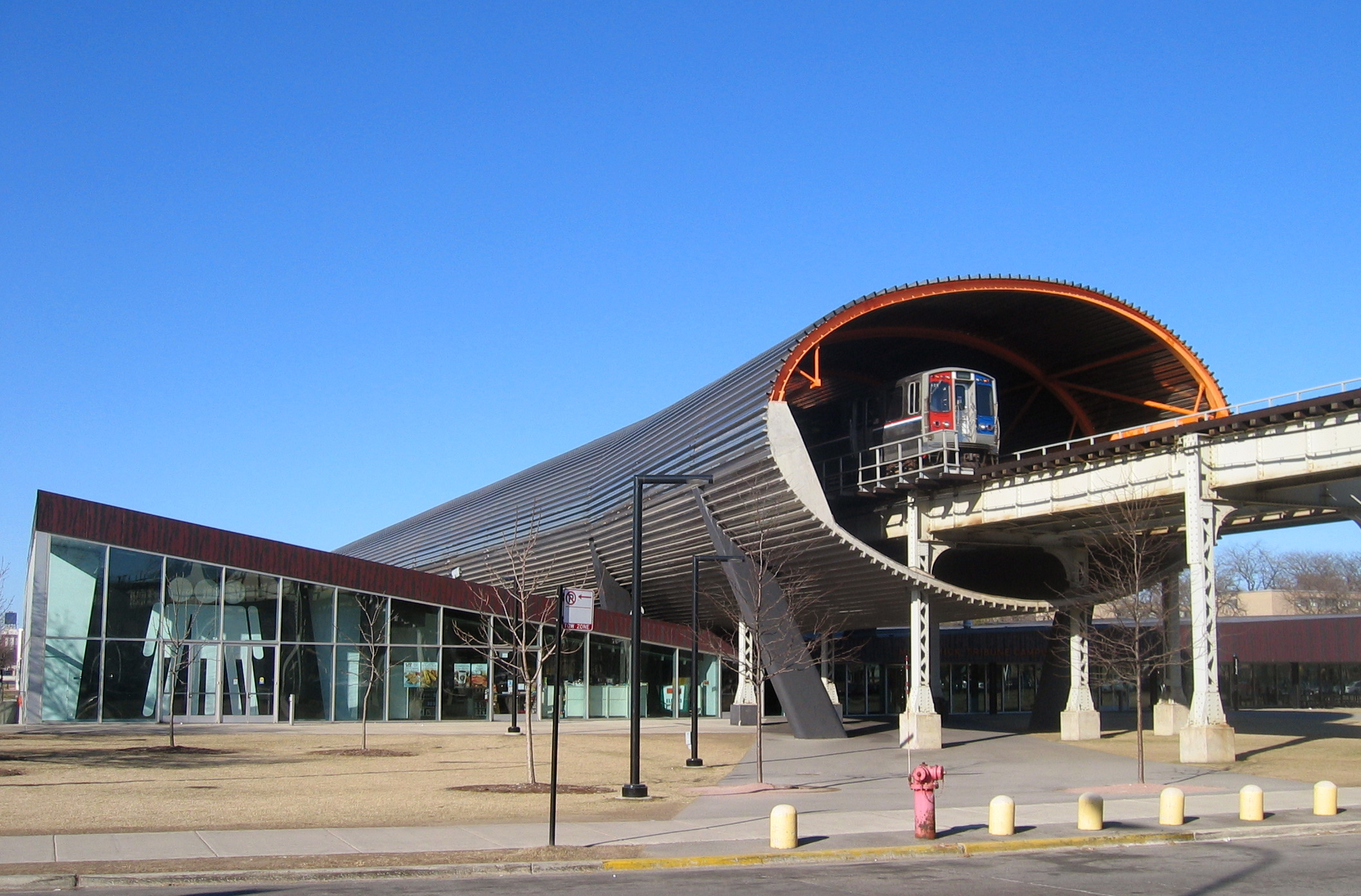
Un tren en sentido sur pasando por el McCormick Tribune Campus Center en el Instituto Tecnológico de Illinois

La línea Verde provee servicios a los siguientes destinos: Garfield Park Conservatory (Conservatory-Central Park Drive), United Center (Ashland) James R. Thompson Center, Richard J. Daley Center y el Ayuntamiento de Chicago (Clark/Lake), Millennium Park (Randolph/Wabash and Madison/Wabash), el Instituto de Arte de Chicago (Adams/Wabash), el Auditorium Building de la Universidad Roosevelt, Museum Campus y Soldier Field (Roosevelt/Wabash), el U.S. Cellular Field (White Sox Park) (35th–Bronzeville–IIT), la Universidad de Chicago (Garfield) y Kennedy-King College (Halsted/63rd). Las paradas Clinton/Lake y Randolph/Wabash son usadas para transferirse a los metros de Metra en la línea South Shore en la estación Ogilvie Transportation Center y Estación Millennium.